# 馬場道久
2代 馬場 道久（ばば みちひさ/どうきゅう、1847年1月8日（弘化3年11月22日） - 1916年（大正5年）5月20日）は、明治から大正時代前期の政治家、実業家。貴族院多額納税者議員。幼名は吉次郎。

## 経歴
北前船主馬場九兵衛の二男として越中国新川郡東岩瀬村（富山県上新川郡東岩瀬村、東岩瀬町を経て現富山市）に生まれる。長男大次郎の病死により7代九兵衛（初代道久）の跡を継いだ。1881年（明治14年）北陸通船会社創設に資金援助し、北陸における小蒸気船、貨物蒸気船の導入を進めた。1885年（明治18年）上野から直江津間の鉄道が開通すると翌年、伏木の二上兵吉とともに直江津までの小蒸気船業の経営に当たる。その後、1000トンの大型蒸気船を導入。1891年（明治24年）には個人船主の団結を図る目的で浅野総一郎らと共に日本海運業同盟会を結成した。現在の損保ジャパン株式会社に繋がる会社である。
ほか、1880年（明治13年）上新川郡連合町村会議員。1882年（明治15年）7月16日より石川県会議員。ついで富山県会議員、同常置委員、戸長、東岩瀬町長（戸長時代の1886年12月29日から1889年11月1日まで）、道益社社長、岩瀬銀行頭取などを歴任した。1890年（明治23年）富山県多額納税者として貴族院議員に互選され、同年9月29日 から1897年（明治30年）9月28日まで在任した。
1888年（明治21年）には、海防費を献金したことにより黄緩章を授けられる。

## 親族
- 養子 馬場大次郎（3代道久、1919年没）[3][4]
  - 妻：馬場はる（旧制富山高等学校創立者）[2][3][4]